# The Qemists
The Qemists ist eine englische Drum-and-Bass-Band aus Brighton, die sich 2004 gegründet hat.

## Geschichte
The Qemists war ursprünglich eine Rockband der 1990er Jahre. Bereits dort verbrachten sie viel Zeit mit Touren durch Großbritannien und Europa sowie dem Aufnehmen von Songs in Tonstudios. Gegen Ende der 1990er Jahre begann die Band sich immer mehr für Drum and Bass zu interessieren, jedoch begannen zum selben Zeitpunkt ansässige Radiosender frühe Songs der Band abzuspielen. Darauf folgten viele Jahre, in denen sie am Tag als Rockband auftraten, während sie nachts Drum and Bass aufnahmen oder in Clubs auflegten. Durch diesen Umstand entwickelte sich der heutige Klang von The Qemists, eine Mischung aus Rockmusik und Drum and Bass.
Ihre erste Veröffentlichung unter Ninja Tune war ein Remix des Coldcut Songs Everything Is Under Control. Dabei wurden sie von Zane Lowe, Coldcut und Pendulum unterstützt.
Einige Singles der Band wurden zudem in Videospielen und Filmen verwendet. Ihre erste Singleauskopplung Stompbox ist in MotorStorm: Pacific Rift, Need for Speed: Undercover und Midnight Club: Los Angeles, Lost Weekend in Colin McRae: Dirt 2, Forza Motorsport 3, MotorStorm: Arctic Edge und Need for Speed: Shift zu finden. Zudem wurde Stompbox in den Soundtrack des Filmes Jumper aufgenommen.
Im Sommer 2010 erschien ihr Album Spirit in the System, darauf war der Song Take it Back zu hören, welcher in Zusammenarbeit mit Enter Shikari aufgenommen wurde. Dieser Song ist am 4. April 2011 als Single erscheinen. Das Video zur Single wurde schon Ende Februar veröffentlicht und dieses wurde in einem alten, verlassenen Kaufhaus im Nordwesten Englands aufgenommen. Im Video sieht man eine postapokalyptische Gegend, in welcher die beiden Bands wieder zu Besinnung kommen und welche erkundet bzw. bespielt wird.
Nachdem bereits die Singles No More im November 2013 und im Januar 2016 Run You erschienen, wurde das vierte Album Warrior Sound im März 2016 veröffentlicht.

## Stil
Wegen des Ursprungs der Band in der Heavy-Metal-Szene und der Rockelemente in ihren Songs wird The Qemists oft dem Mainstream-Drum-and-Bass zugeordnet und mit Bands wie bspw. Pendulum verglichen.

## Diskografie

### Alben
- 2009: Join The Q
- 2010: Spirit in the System
- 2016: Warrior Sound

### Singles
- 2004: React
- 2004: Summer Son
- 2006: Iron Shirt/Let There Be Light
- 2007: Stompbox
- 2008: Dem Na Like Me
- 2008: Lost Weekend
- 2009: On the Run
- 2009: Drop Audio
- 2009: S.W.A.G.
- 2010: Your Revolution
- 2010: Hurt Less
- 2010: Take It Back (feat. Enter Shikari)
- 2013: No More
- 2016: Run You
- 2016: Anger (feat. Kenta Koie von Crossfaith)

### Compilations
- 2011: Soundsystem

### Remixes
- 2005: Coldcut – Everything Is Under Control
- 2006: Dr. Octagon – Trees
- 2006: Coldcut – True Skool
- 2006: Backini – Radio
- 2007: Roots Manuva feat. Rodney P – Swords in the Dirt
- 2008: The Count & Sinden feat. Kid Sister – Beeper
- 2008: DJ Kentaro – Rainy Day
- 2008: Coldcut – Atomic Moog
- 2008: Innerpartysystem – Die Tonight, Live Forever
- 2009: Enter Shikari – No Sleep Tonight
- 2010: Steve Aoki – I'm in the House
- 2011: South Central – The Day I Die
- 2011: In Flames – Where The Dead Ships Dwell
- 2012: DJ Kentaro feat. DJ Krush – Kikkake
- 2014: Hybrid – Be Here Now
- 2014: The Heavy – How You Like Me Now?
- 2017: Crossfaith – Kill 'Em All